# IJssculptuur

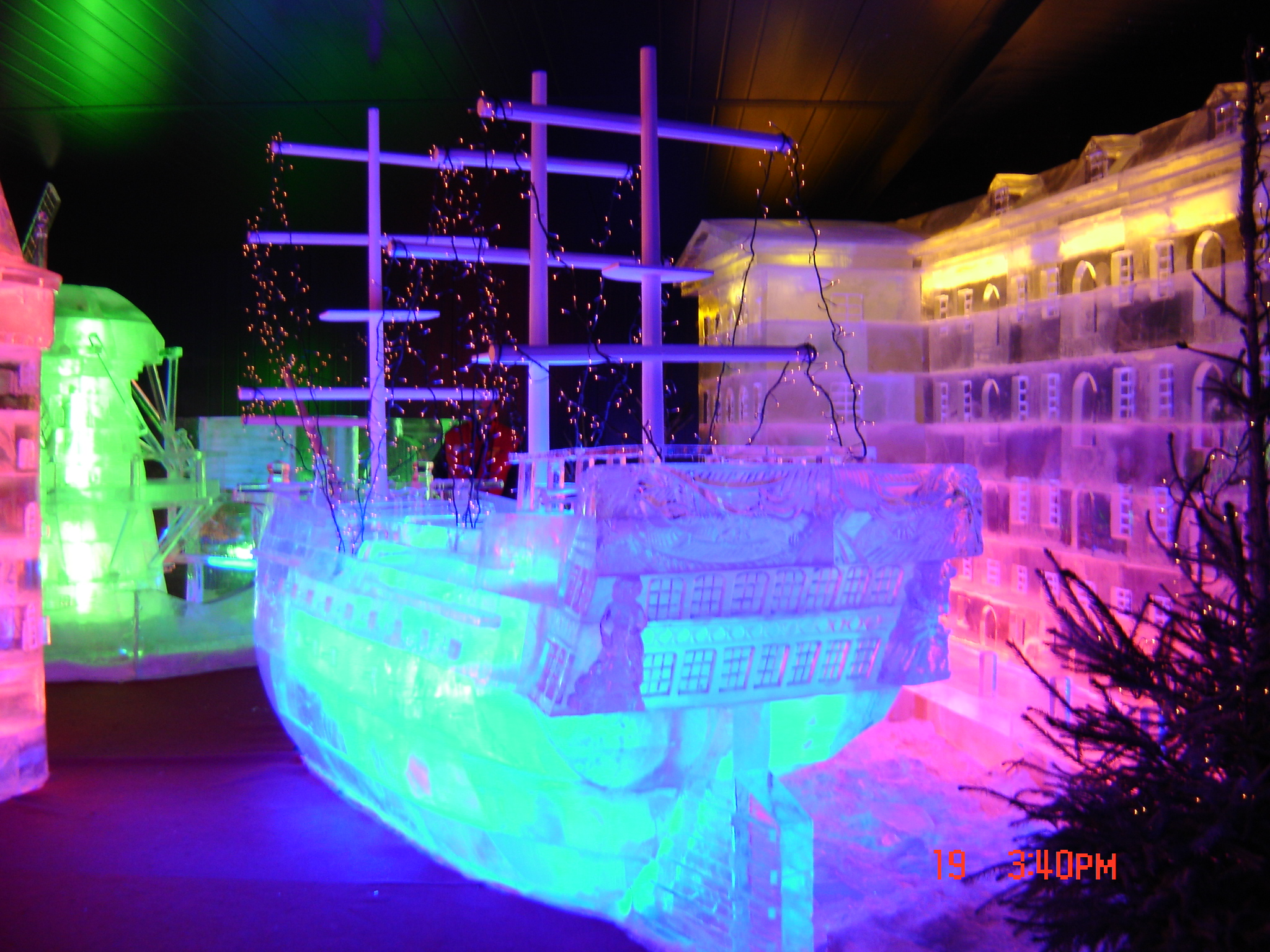
Schip van ijs, Madurodam, 2006

Een ijssculptuur is een vorm van beeldhouwkunst waarbij ijs als ruw materiaal gebruikt wordt. Het maken van een ijssculptuur wordt ook wel icecarving genoemd.
Het bewerken van ijs brengt een aantal moeilijkheden met zich mee, vanwege de eigenschappen van het materiaal. Het ijs moet met zorg geselecteerd worden. Het ideale materiaal bestaat uit zuiver, schoon water, zodat het ijs goed transparant is, en bevat zo min mogelijk luchtbellen. De temperatuur van de omgeving is van belang, omdat dit bepaalt hoe snel het stuk voltooid moet worden om te zorgen dat het niet gaat smelten. In warmere gebieden is een grote gekoelde ruimte nodig. Deze dient tot minstens -10°C gekoeld te worden. Dit betekent dus dat bezoekers warme kleding en dikke handschoenen moeten aantrekken voordat zij naar binnen gaan om de ijssculpturen te bekijken. Hiervoor worden bij de ingang van de gekoelde ruimte vaak dikke bodywarmers en handschoenen uitgedeeld. Natuurlijk kan men hiervoor ook de eigen winterjas en handschoenen aantrekken. Om ijssculpturen te verlichten worden speciale lampen gebruikt die ook als ze branden koud blijven. Zo kunnen de sculpturen worden verlicht zonder het risico te lopen dat deze smelten.
Het eerste indoor sneeuw- en ijssculpturenfestival van Europa werd in 2000 gehouden op het Stationsplein in Brugge, waar het sindsdien, op 2001 en 2004 na, elk jaar staat. In 2003 vond in Eindhoven het eerste 'Nederlandse Sneeuw en IJssculpturenfestival' plaats. In 2006 vond in Madurodam een tentoonstelling van ijssculpturen plaats. In het ijs waren kleurige tl-buizen verwerkt. Madurodam organiseerde in 2007 Magic Ice Zoo.

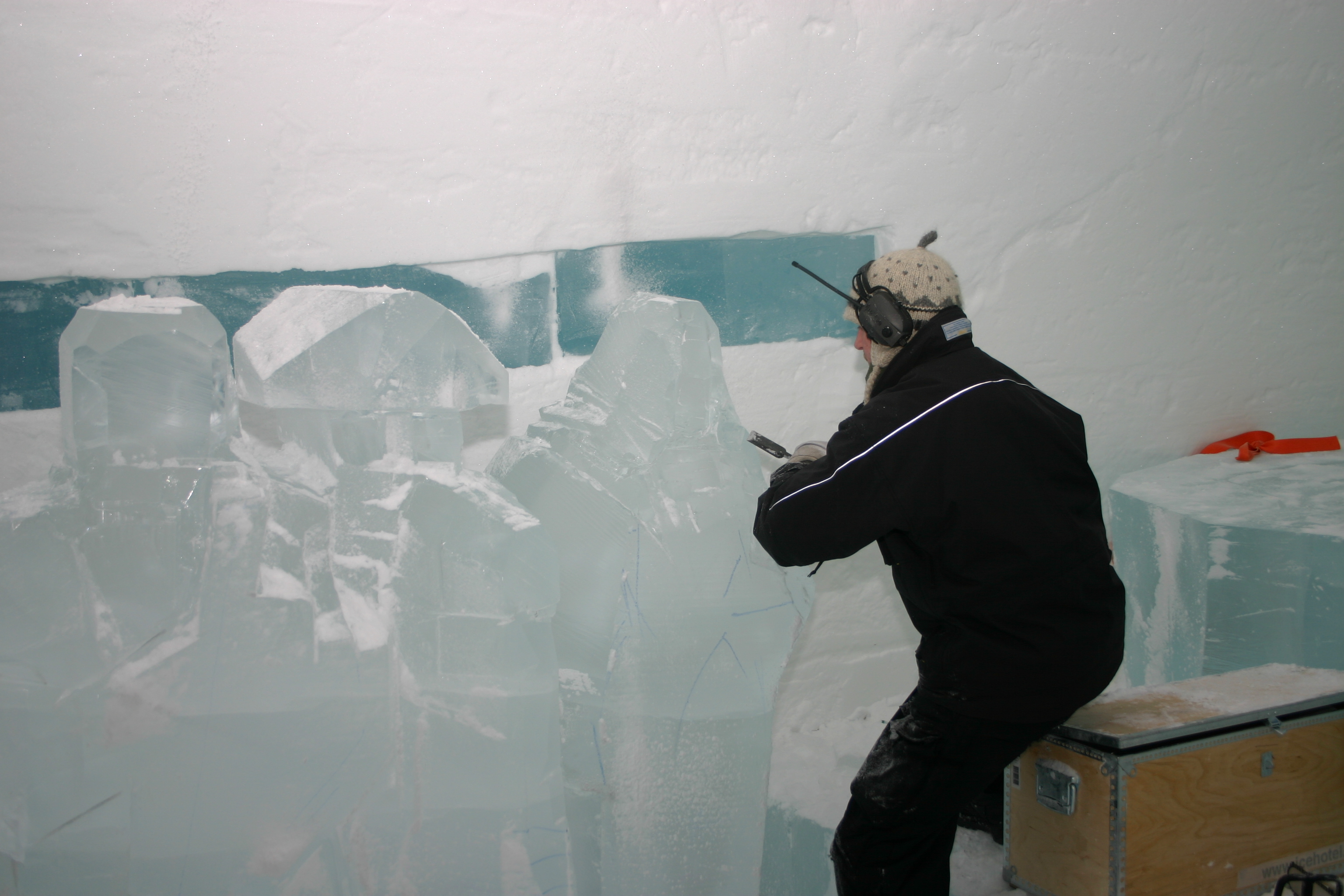
IJskunstenaar in het IJshotel, Zweden
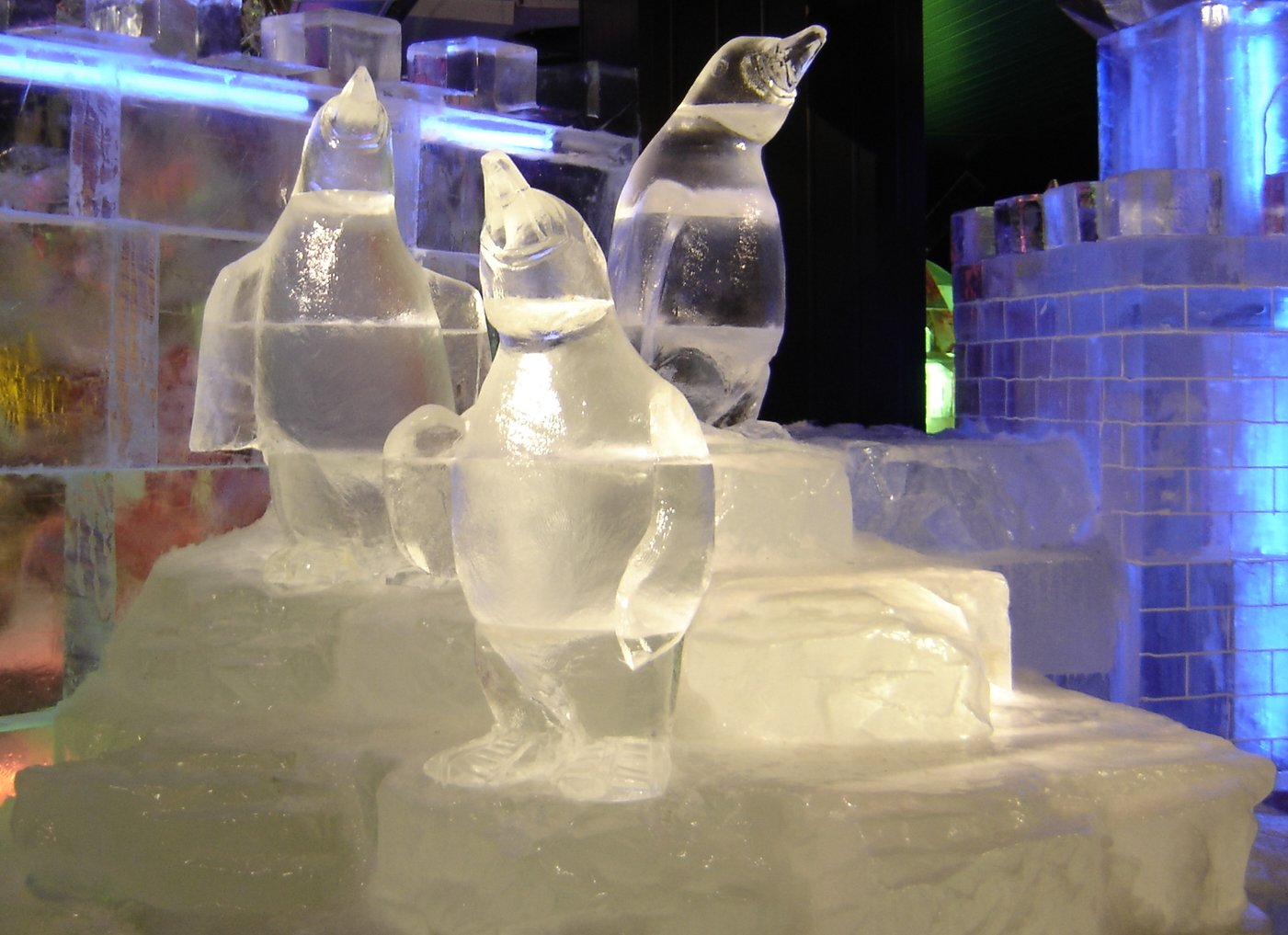
Pinguins van ijs
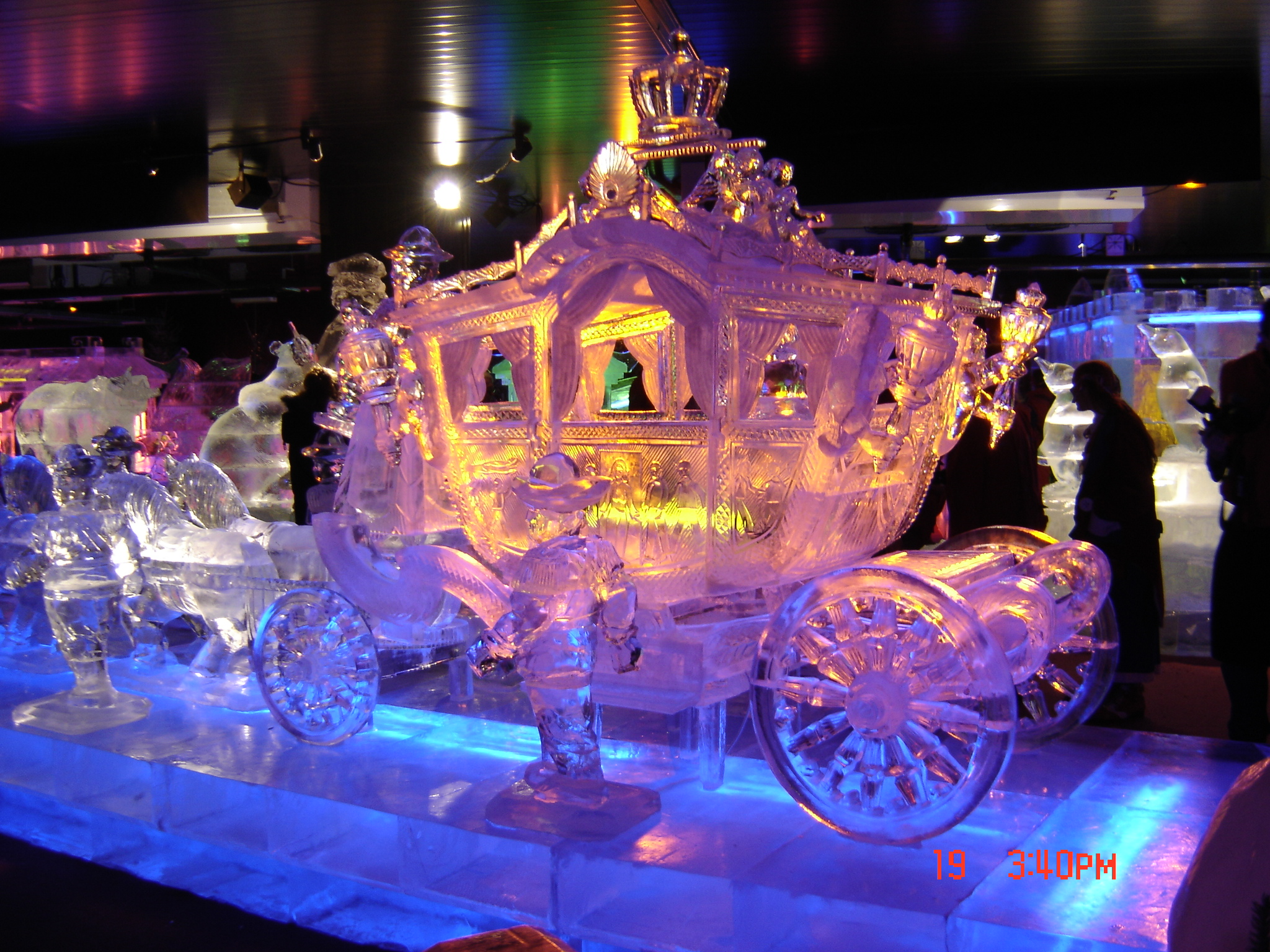
Gouden koets van ijs
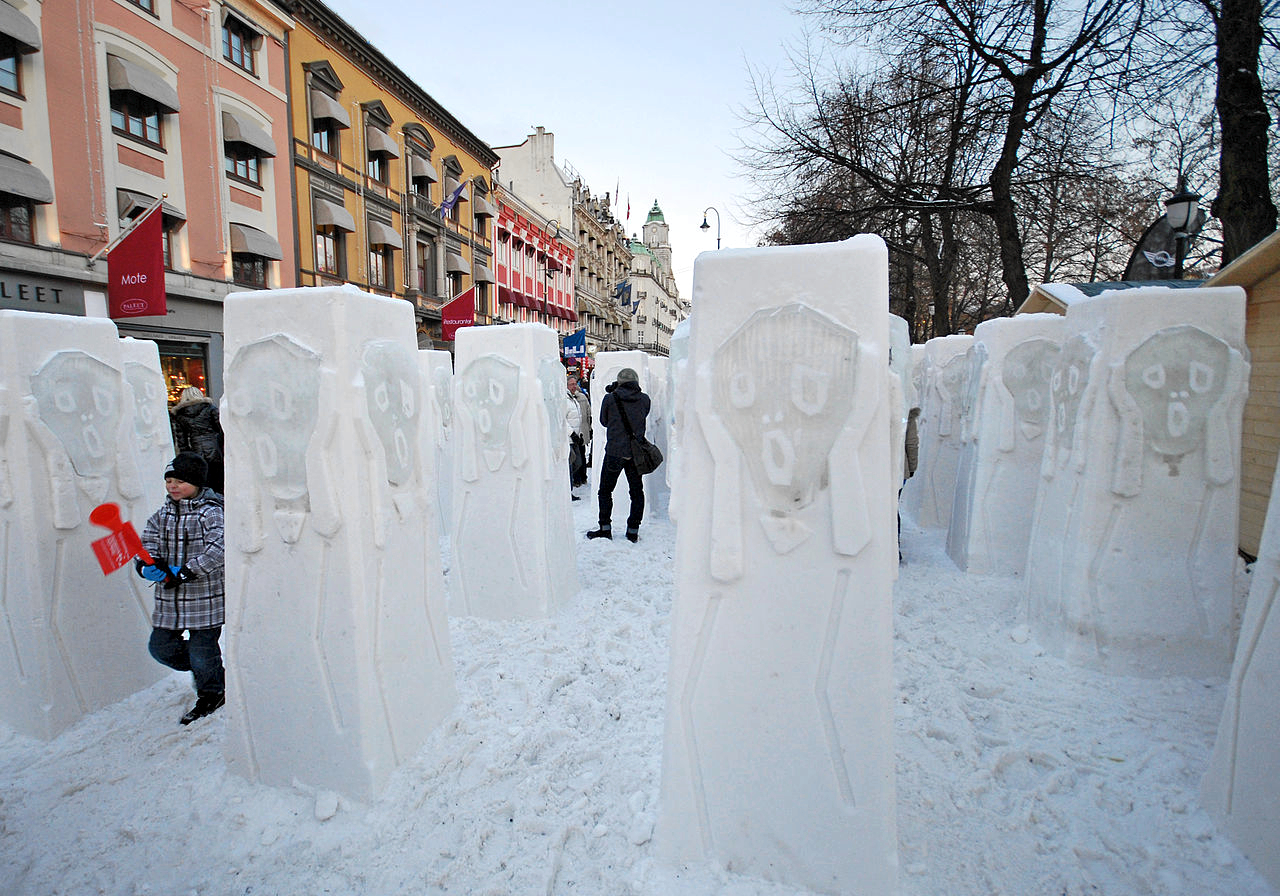
De Schreeuw

## Keuken
IJssculpturen worden vaak als decoratie gebruikt in restaurants, vooral in Azië. Een populair onderwerp zijn twee zwanen, die een jonggehuwd echtpaar voorstellen. Om te voorkomen dat het beeld smelt, wordt het ijs koud gehouden met droogijs.